# Kościół św. Idziego w Pradze
Kościół oo. Dominikanów pw. św. Idziego (czes. Dominikánský kostel sv. Jiljí) – kościół w stylu barokowym na Starym Mieście w czeskiej Pradze. Jest to także kościół parafialny Polskiej Parafii w Pradze, której patronem od 27 kwietnia 2014 roku jest św. Jan Paweł II.

## Historia
Początki kościoła pochodzą z okresu romańskiego. Pierwsze wzmianki sięgają 1238, dotyczące zakonu niemieckich rycerzy, którzy osiedlili się obok małego kościółka. Według zachowanych zapisów, kościół podlegał wielu przebudowom (m.in. w 1293), a obecna bryła kościoła zawdzięcza swój gotycki kształt z prostokątnym trójnawowym wnętrzem (pierwotnie bez wydzielonego prezbiterium) i dwiema wieżami po stronie zachodniej praskiemu biskupowi Janowi IV z Dražic (1250(51)–1343), który zapoczątkował jego budowę w 1339. Dzieło budowy kontynuował jego następca arcybiskup praski Arnošt z Pardubic (1297–1364). Ich herby znajdują się na ścianie frontowej i w podcieniu bramy świątyni: 2 herby – z trzema liśćmi winorośli – Jana IV z Dražic, półkoń – Arnošta z Pardubic.
Kościół został konsekrowany przez arcybiskupa Jana Očka z Vlašimia 4 maja 1371 r. w obecności cesarza Karola IV, jego żony Elżbiety Pomorskiej i syna Wacława IV Luksemburskiego. Styl gotycki zachowała do dzisiaj tylko charakterystyczna sylwetka kościoła (wysokie dzielone okna, wsporniki zewnętrzne, portal na ścianie południowej), która góruje nad okolicznymi budowlami.
W latach 1364–1374 kościół św. Idziego w okresie przedhusyckim był polem działania reformatorskiego kaznodziei mistrza Jana Milicza z Kromieryża. W 1420 został przejęty przez husyckie skrzydło konserwatywne – ultrakwistów. W latach 1437–1448 proboszczem był tu husycki teolog mistrz Jan z Příbrami. Około 1476 roku proboszczem był Michał Polak.
Dzień 28 czerwca 1432 zapisał się w historii kościoła św. Idziego pożarem wywołanym uderzeniem pioruna. Spaleniu uległ cały dach, a utrzymujący się 4 godziny silny ogień zniszczył nawet kościelne dzwony. W wieży prawej (południowej) wiszą trzy dzwony, z których największy „Idzi” ważący ok. 2800 kg po pożarze został ponownie odlany w 1437 r. przez praskiego ludwisarza Hieronima. Jest to najstarszy dzwon w Pradze. Dzwon „Dominik” pochodzi z XVII w., a dzwon „Maria” został odrestaurowany (ponownie odlany) dopiero w 1831 r. Dzisiejsza charakterystyczna sylwetka świątyni nosi ślady odbudowy z XV w., ponieważ tylko wieża prawa w 1826 r. uzyskała igłowatą kopułę, natomiast kopuła wieży lewej nie została już odbudowana.
7 maja 1625 r. król Ferdynand II oddał kościół w ręce zakonu dominikanów, który na miejscu starej szkoły parafialnej i cmentarza wybudował obok kościoła rozległy czteroskrzydłowy klasztor, według projektu tworzących wówczas w Pradze znanych włoskich architektów C. Lurago i G. B. Orsiego. Klasztor wraz z przyległym kościołem zajmuje przestrzeń pomiędzy obecnymi ulicami: Husova, Jalovcova, Jilska i Zlata.

## Architektura i wnętrza

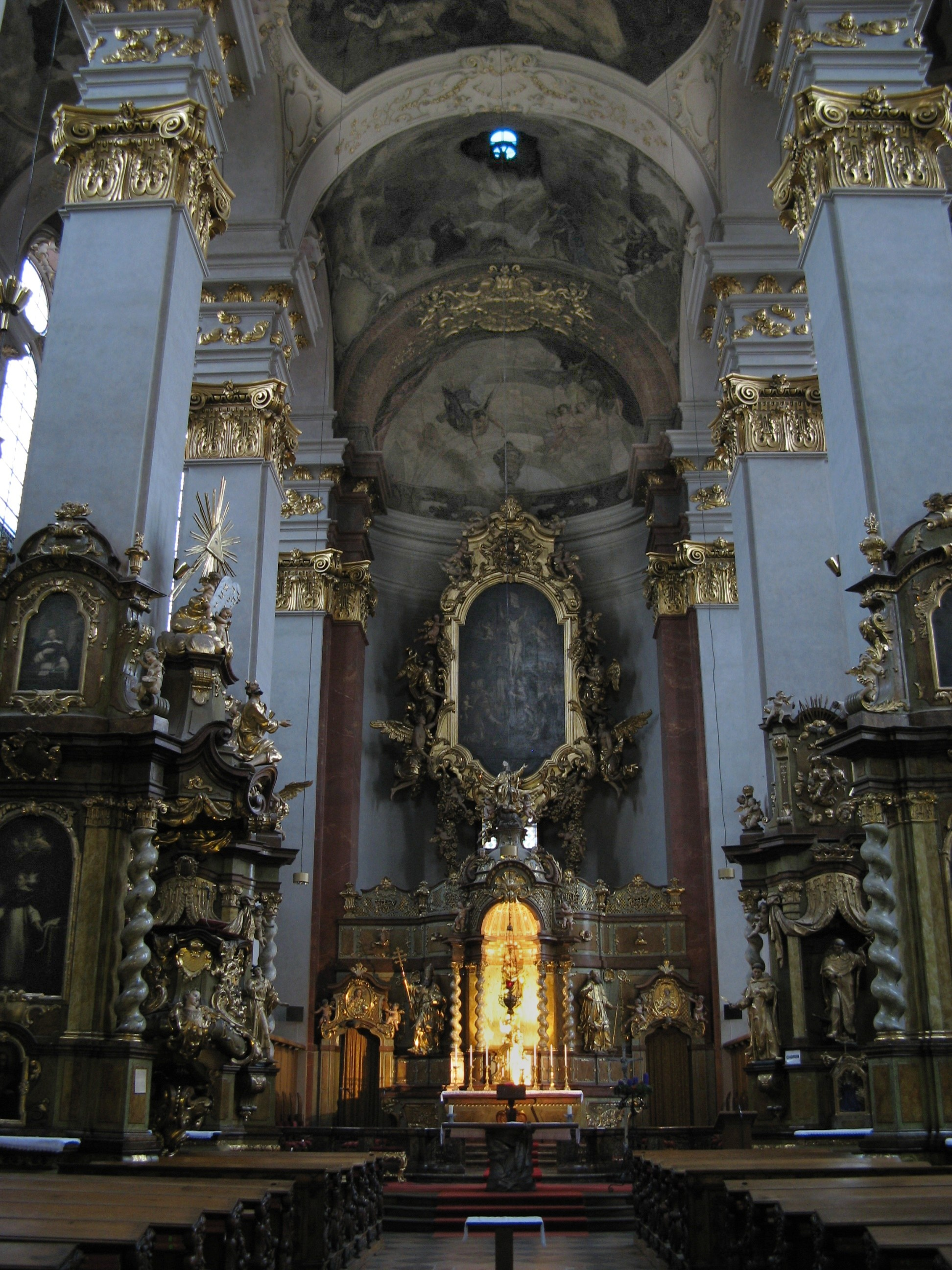
Ołtarz główny kościoła

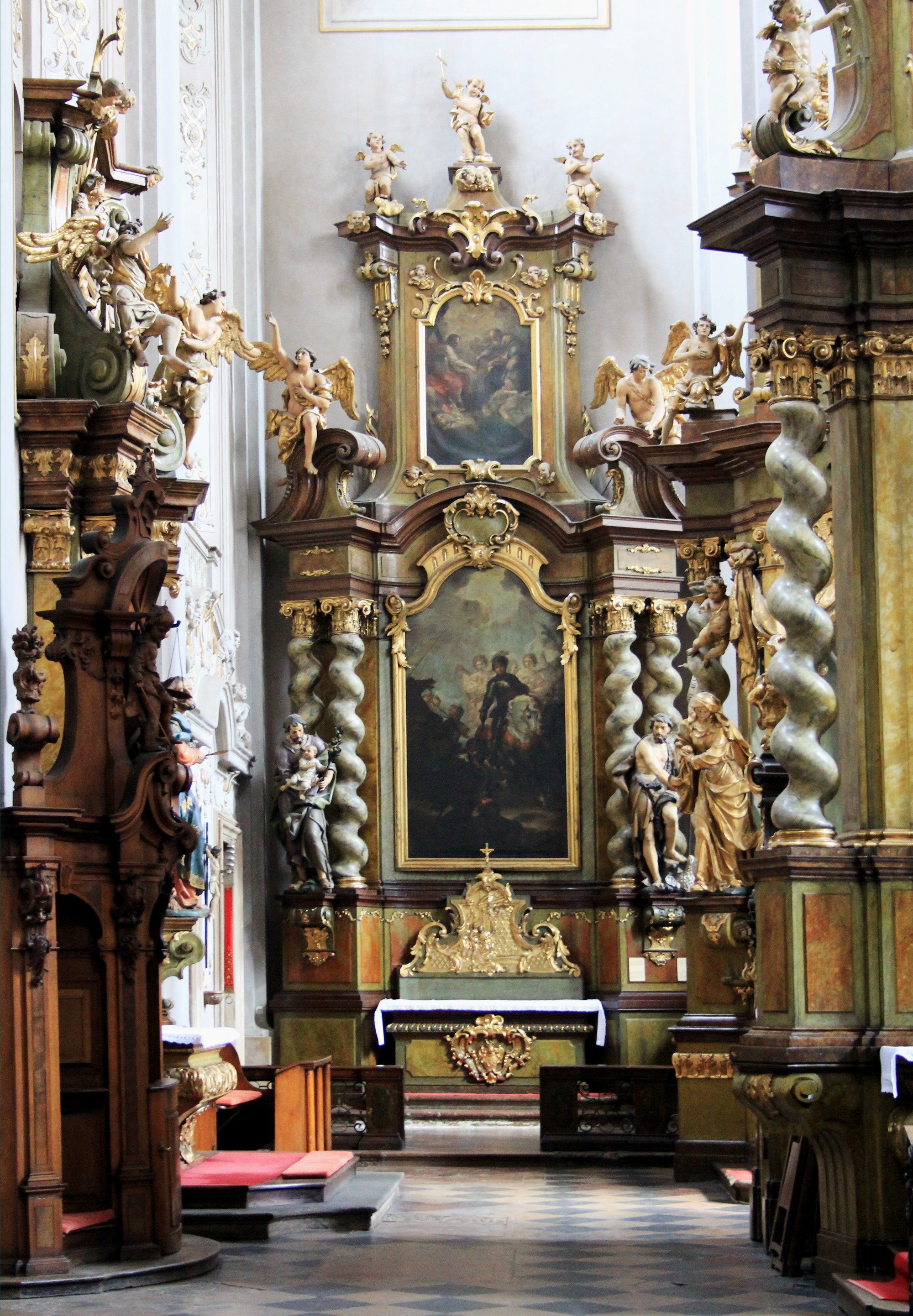
Ołtarz boczny

Świątynia swój dzisiejszy barokowy wystrój architektoniczny, którego projektantem był F. Špaček, uzyskała po 1731 r. Architekt F. M. Kaňka wykonał w tym czasie płytkie muszlowe prezbiterium.
Wnętrze świątyni, podzielone trzema parami barokowych kolumn w stylu korynckim, na sklepieniach zdobią freski V.V. Reinera z lat 1734–1735. Przedstawiają one gloryfikację zakonu dominikanów. Nad nawą główną została przedstawiona obrona kościoła katolickiego przez dominikanów przed heretykami miotającymi strzały, próbującymi zdobyć umocnienia za pomocą drabin. Obrońcy własnymi ciałami zasłaniają świątynię. Św. Dominik walczy krzyżem, św. Tomasz z Akwinu trzyma monstrancję z Najświętszym Sakramentem, a po prawej stronie są widoczni święci Piotr i Paweł, którzy obrońcom dodają odwagi.
Malowidło nad ołtarzem głównym przedstawia św. Idziego i ranną łanię. Jest to fragment legendy o św. Idzim. Autor fresku kazał wykonać w sklepieniu wgłębienie ze sztucznymi stalagmitami, aby przypominało jaskinię. Okno w jej szczycie umożliwia jej oświetlenie dziennym światłem.
Malowidła nad prawą nawą boczną przedstawiają fragmenty z życia św. Dominika, a w nawie lewej z życia św. Tomasza z Akwinu.
W tym samym czasie świątynia zyskała dzisiejsze okazałe barokowe wyposażenie.
Ołtarz główny (rama i nastawa) jest dziełem F. I. Weisse (1733–1738) z obrazem wykonanym przez A. Stevense (1660) przedstawiającym świętych z zakonu dominikanów pod ukrzyżowanym Chrystusem: Dominika, Tomasza z Akwinu, Piotra Męczennika z Werony, Piusa V, Alberta, Jacka, Katarzynę ze Sieny oraz Augustyna z Hippony. Na krzyżu widnieje napis: „Głosimy Chrystusa Ukrzyżowanego”. Na ołtarzu stoją figury św. Grzegorza i św. Piusa V. Nad tabernakulum znajduje się figura św. Idziego z łanią. W prezbiterium za nastawą ołtarza znajduje się chór dla zakonników.
F.I. Weise jest również autorem organów z barokowymi rzeźbami. Organy w 1888 r. zostały uzupełnione przez E.Š. Petra elementami romantycznymi.
W lewej nawie bocznej od strony ołtarza głównego stoją następujące ołtarze:
- św. Wacława. Autorem obrazu jest V. V. Reiner. Po bokach od lewej figury św. Józefa i św. Jana Chrzciciela. Nad ołtarzem obraz Najświętszej Trójcy. Płaskorzeźba stanowiąca dolną dekorację ołtarza przedstawia śmierć św. Wacława. Stojąca przy ołtarzu marmurowa chrzcielnica z XIX w. wykonana przez O. Sandtnera zastąpiła umieszczoną pod kruchtą cynową chrzcielnicę z husyckich czasów (obecnie w muzeum m.st. Pragi).
- św. Wincentego Ferreriusza (obraz E. Dítěte). Po obu stronach stoją od lewej rzeźby św. Mateusza i św. Łukasza, a na dole obraz św. Zdzisławy. Przed ołtarzem w podziemiach prawdopodobnie znajduje się grób V. V. Reinera – autora fresków i wielu obrazów znajdujących się w tym kościele, ale również w wielu innych kościołach Pragi (np. św. Tomasza, czy Lorecie);
- św. Floriana (J.A. Quittainer 1750–51). Na ołtarzu po bokach figury świętych diakonów. Na dolnym obrazie postać św. Jacka i bł. Czesława.

W kruchcie obraz przedstawiający objawienie św. Jana Apostoła i Ewangelisty przebywającego na wygnaniu na wyspie Patmos. Objawienie dotyczyło losów Kościoła aż do ponownego nadejścia Chrystusa. Celem apokalipsy było pokrzepienie serc chrześcijan, polegające na przedstawieniu w języku mistycznym i symbolicznym ostatecznego triumfu Dobra nad Złem.
Przy kolumnach lewej nawy bocznej od strony ołtarza głównego:
- ołtarz św. Krzyża (F.I. Weisse – 1735 r.), krucyfiks z XV w., na ołtarzu figura Panny Marii Loretańskiej;
- barokowa ambona wykonana przez F.I. Weise z figurą Mojżesza na daszku i tablicami dziesięciu przykazań boskich. W części mównicy są trzy rzeźby: Ostatnia Wieczerza, Rozesłanie Apostołów, Zmartwychwstanie. Pod daszkiem z tyłu płaskorzeźba Zesłanie Ducha Świętego;
- przy drugiej kolumnie również ołtarz św. Tomasza z Akwinu, na górnym obrazie św. Albert Wielki, dolny obraz Najświętszego Serca Pana Jezusa;
- przy trzeciej kolumnie ołtarz św. Doroty, na górnym obrazie św. Agnieszka z Montepulciano, na dolnym św. Błażej.

W prawej nawie bocznej od strony ołtarza głównego:
- ołtarz Matki Bożej Różańcowej (Praskiej) z figurami św. Augustyna i św. Benedykta, na górnym obrazie Anioł Stróż;
- marmurowy nagrobek praskiego adwokata dr. M. Mráčka zmarłego w 1835 r., dzieło monachijskiego rzeźbiarza L. Schwanthalera (1839–1845);
- ołtarz św. Zdzisławy (pocz. XX w.) – beatyfikowanej przez Piusa X w 1908 r. i kanonizowanej 21 maja 1995 r. przez Jana Pawła II w Ołomuńcu. Po bokach figury świętych Ewangelistów świętych Marka i Jana. Obraz dolny przedstawia św. Annę;
- ołtarz Matki Boskiej rozpaczającej nad ciałem zdjętego z krzyża Chrystusa (Pietà), na dolnym obrazie św. Józef.

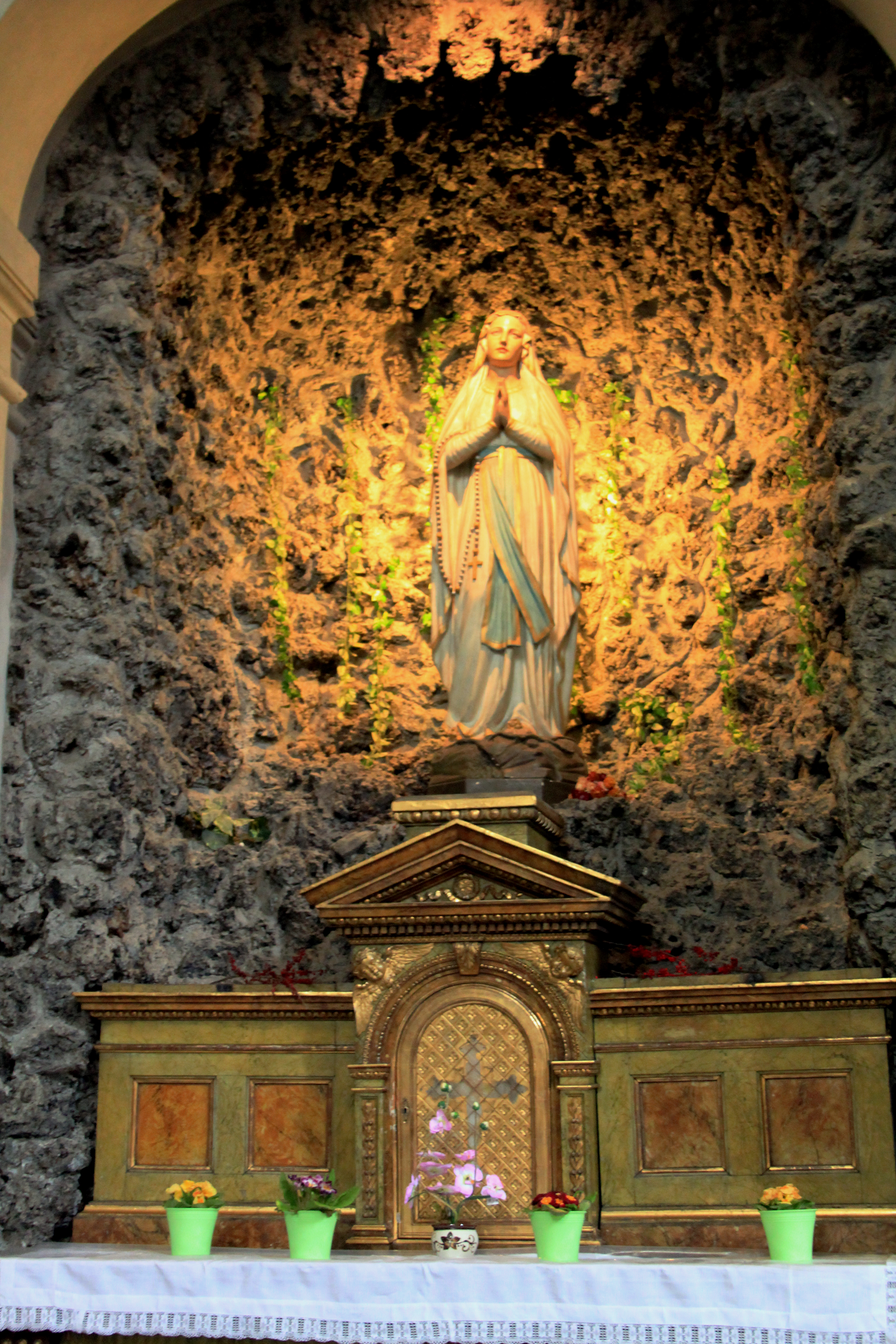
Grota Matki Bożej z Lourdes

Pod kruchtą rzeźba Piety (J. A. Quittainer 1750–1751) i grota Matki Bożej z Lourdes (XIX w.)
Przy kolumnach od strony ołtarza głównego znajdują się kolejno ołtarze:
- św. Dominika wykonany przez F. I. Weisse (1735). W centrum figura św. Dominika, po bokach rzeźby św. Tomasza z Akwinu i św. Katarzyny ze Sieny. Na dole figurka Praskiego Dzieciątka Jezus – kopia szesnastowiecznej figurki przywiezionej do Pragi z Hiszpanii (Pražské Jezulátko znane również jako Bambino di Praga) – oryginał w praskim kościele Matki Boskiej Zwycięskiej (Panny Marie Vítězné);
- św. Jana Nepomucena, który był kanonikiem tego kościoła w latach 1387–1388, wykonany przez J.A. Quittainera w 1740 r. Na dole obraz Serce Matki Bożej, u góry obraz św. dominikanki;
- św. Barbary. Na dolnym obrazie NMP przed Tynem, na górnym św. Agnieszka z Montepulciano.

Z późniejszego okresu (1760–65) pochodzą cztery konfesjonały wyrzeźbione przez R. Prachnera. Rzeźby umieszczone nad każdym konfesjonałem przedstawiają: śmierć, sąd ostateczny, piekło i niebo. Ławy pochodzą z 1687 r.
Na uwagę zasługuje kaplica św. Zdzisławy, wejście z kruchty, na lewo od wejścia głównego. Mozaika znajdująca się w centralnym miejscu kaplicy została wykonana przez malarza i grafika J. Šerýcha w 1991 roku.
Na środku kościoła znajduje się krypta o.o. Dominikanów z 1738 r.
Nad wejściem głównym wisi obraz Najświętszej Trójcy.
Barokizacja kościoła przeprowadzona w XVIII w. zakryła piękny gotycki portal w południowej części kościoła, który został odkryty w trakcie remontu świątyni po 1968 r. (widoczny wyłącznie od strony ulicy Zlatej). Od strony ulicy Zlatej nad barokowym portalem znajduje się herb zakonu dominikanów. Na herbie widoczne są skrzyżowane palmowe gałęzie otoczone różańcem i sylwetka psa z płonącą pochodnią w paszczy. Rzeźba psa z płonącą pochodnią jest również centralnie umieszczona na szczycie portalu. Pies z pochodnią jest częścią legendy o św. Dominiku. Jego matka, będąc z nim w ciąży, miała sen, że nosi w łonie psa, który po urodzeniu pobiegł z pochodnią, by zapalić świat. Zostało to uznane za znak, że urodzi się wielki kaznodzieja, a założony przez niego zakon napełni swoim „szczekaniem” cały świat. Widoczne gwiazdy w ornamentyce portalu również należą do atrybutów św. Dominika. Według legendy matka chrzestna przy chrzcie zobaczyła na czole św. Dominika gwiazdę.